# Edícula Caprária
Edícula Caprária (em latim: Aedicula Capraria) foi um edícula da Roma Antiga situada, segundo os Catálogos Regionais, na porção sul da Região VII - Via Lata em Roma. Sua localização exata é desconhecida, embora seja sugerido que estivesse próximo ao Vico Caprário igualmente citado nas fontes. Segundo E. Gatti, alguns vestígios de opus reticulatum encontrados próximo da moderna Via das Virgens provavelmente pertenceram à edícula, embora essa associação é impossível de atualmente ser confirmada.